# Amnirana amnicola
Amnirana amnicola é uma espécie de anfíbio da família Ranidae.
Pode ser encontrada nos seguintes países: Camarões, Guiné Equatorial, Gabão e possivelmente em República do Congo.
Os seus habitats naturais são: florestas subtropicais ou tropicais húmidas de baixa altitude e rios.
Está ameaçada por perda de habitat.